# Marcgravia crenata
Marcgravia crenata är en tvåhjärtbladig växtart som beskrevs av Eduard Friedrich Poeppig och Max Carl Ludwig Wittmack. Marcgravia crenata ingår i släktet Marcgravia och familjen Marcgraviaceae. Inga underarter finns listade i Catalogue of Life.